# ريتشارد كوتريل (سياسي)
ريتشارد كوتريل هو سياسي بريطاني، ولد في 11 يوليو 1943. نشط حزبياً في حزب المحافظين. في انتخابات البرلمان الأوروبي 1979، انتخب عضو في البرلمان الأوروبي عن دائرة برستل ‏ لترشحه ضمن قائمة حزب المحافظين، وقد انضم خلال فترته النيابية (17 يوليو 1979 – 23 يوليو 1984) للكتلة البرلمانية الديمقراطيون الأوروبيون ‏ وفي انتخابات البرلمان الأوروبي 1984، انتخب عضو في البرلمان الأوروبي عن دائرة برستل ‏ لترشحه ضمن قائمة حزب المحافظين، وقد انضم خلال فترته النيابية (24 يوليو 1984 – 24 يوليو 1989) للكتلة البرلمانية الديمقراطيون الأوروبيون ‏.